# Amki
Amki, tudi Amku, Amka in Amk, je bila pokrajina v sedanjem vzhodnem Libanonu, ki se približno ujema z dolino Beka. Pokrajina je bila v letih 1350-1335 pr. n. št. omenjena v Amarnskih pismih.
V Amarnskih pismih sta pogosto omenjeni tudi sosednji pokrajini  Nuhašše in Nija/Nije/Nii vzhodno (?) in severno (?) od nje. Tretja hipotetična pokrajina ob Amkiju ali v njem je Subaru, ki je v Amarnskih pismih omenjena v besedilu, da so bili lastnina ali ljudje prodani v »deželi Subaru«.
Dogajanje v regiji so bila pogosto povezana s Hetiti oziroma kraljestvom Hati ali hetitskimi kralji na severu in s  kadeškim kraljem Etakamo. 

## Abdi-Riševo pismo
Abdi-Riševo pismo je edino njegovo pismo. Pisar je napisal štiri identična pisma (vladarjem štirih mestnih držav), zato je avtorstvo pisma sporno.
EA 363: Skupno poročilo o Amkiju (4)
Reci kralju (se pravi faraonu), mojemu gospodu, mojemu bogu, mojemu soncu: Sporočilo Abdi-Riše, tvojega služabnika, vladarja E(ni)šasija. Vrgel sem se v prah pred nogami kralja, mojega gospoda, sedem krat in sedem krat. Poglej, mi smo v Amkiju, v kraljevih mestih, moj gospod, in Etakkama, vladar Kinsa (Kadeš), je pomagal  hetitski vojski, moj gospod, da je kraljeva mesta požgala. Naj kralj, moj gospod, to vzame spoznanje in nam da, moj gospod, lokostrelce, da bodo ponovno osvojili kraljeva mesta, moj gospod, moj bog, moje sonce.
- Amarnsko pismo EA 363, vrstice 1-23

## Vir
- Moran, William L.:  The Amarna Letters, Johns Hopkins University Press, 1987, 1992, ISBN 0-8018-6715-0.